# 177 (videogioco)
177 è un videogioco erotico sviluppato da dB-SOFT e pubblicato da Macadamia Soft nel 1986 per Sharp X1. Del videogioco è stata realizzata una conversione per PC-88.
Il titolo del gioco deriva dall'articolo del codice penale giapponese che vieta la violenza sessuale.

## Trama
Il protagonista è uno stupratore seriale che insegue e molesta una giovane donna. Al termine del gioco i due personaggi si sposeranno.

## Modalità di gioco
177 si divide in due modalità: nella prima il giocatore dovrà inseguire la donna e raggiungerla entro un tempo limitato. Nella seconda parte dovrà premere una combinazione di tasti nell'ordine corretto in base ai movimenti del personaggio. In caso di errore il protagonista verrà arrestato, causando il game over.

## Controversie
Per i temi trattati, il videogioco è considerato l'equivalente giapponese di Custer's Revenge. Il 10 ottobre 1986 177 venne discusso alla dieta nazionale del Giappone. Sebbene il Ministero del commercio internazionale e dell'industria non prese provvedimenti per limitare la vendita del gioco, il titolo contribuì ad aprire il dibattito pubblico riguardo alla censura nei videogiochi.